# Етамп (кантон)
Ета́мп (фр. Étampes) — кантон у Франції, в департаменті Ессонн регіону Іль-де-Франс.

## Склад кантону
Кантон включає в себе 11 муніципалітетів:
| Муніципалітет    | Площа | Населення, осіб | Рік  |
| ---------------- | ----- | --------------- | ---- |
| Брієр-ле-Селле   | 8,65  | 945             | 2007 |
| Буассі-ле-Сек    | 19,06 | 629             | 2007 |
| Бувіль           | 20,53 | 646             | 2007 |
| Бутервільє       | 7,01  | 328             | 2007 |
| Вальпюїзо        | 18,70 | 610             | 2007 |
| Етамп            | 40,92 | 22306           | 2007 |
| Мориньї-Шампіньї | 30,85 | 4246            | 2007 |
| Ормуа-ла-Рив'єр  | 10,29 | 950             | 2007 |
| Пюїзеле-ле-Маре  | 11,27 | 284             | 2007 |
| Сен-Ілер         | 6,79  | 345             | 2007 |
| Шало-Сен-Марс    | 28,67 | 1137            | 2007 |

## Консули кантону
| Період    | Консул                | Посада                              |
| --------- | --------------------- | ----------------------------------- |
| 1982—2001 | Jean Coulombel        | Мер муніципалітету Мориньї-Шампіньї |
| 2001—2008 | Jean-Pierre Colombani |                                     |
| 2008—2014 | Jean Perthuis         | Мер муніципалітету Вальпюїзо        |

| Франція | Це незавершена стаття з географії Франції. Ви можете допомогти проєкту, виправивши або дописавши її. |